# Phasia aldrichii
Phasia aldrichii là một loài ruồi trong họ Tachinidae.